# River (Barking y Dagenham)
River es una circunscripción electoral del municipio de Barking y Dagenham, en la región y el condado del Gran Londres (Inglaterra). En ella se eligen a tres de los cincuenta y un concejales que forman el Ayuntamiento de Barking y Dagenham.

## Geografía
Según la Oficina Nacional de Estadística británica, River tiene una superficie de 3,13 km². Limita al este con el municipio de Havering y al sur con el río Támesis, en cuya otra orilla se ubica Bexley, mientras que al oeste y al norte linda con otras cuatro circunscripciones de Barking y Dagenham: Thames, Goresbrook, Alibon y Village.

## Demografía
Según el censo de 2001, River tenía 10 260 habitantes (48,87% varones, 51,13% mujeres) y una densidad de población de 3277,96 hab/km². El 24,75% eran menores de 16 años, el 69,53% tenían entre 16 y 74, y el 5,72% eran mayores de 74. La media de edad era de 35,16 años. 
Según su grupo étnico, el 87,5% de los habitantes eran blancos, el 1,59% mestizos, el 3,69% asiáticos, el 6,71% negros, el 0,29% chinos, y el 0,21% de cualquier otro. La mayor parte (89,43%) eran originarios del Reino Unido. El resto de países europeos englobaban al 3,9% de la población, mientras que el 3,15% había nacido en África, el 2,47% en Asia, el 0,87% en América del Norte, el 0,03% en América del Sur, el 0,1% en Oceanía, y el 0,06% en cualquier otro lugar. El cristianismo era profesado por el 71,93%, el budismo por el 0,15%, el hinduismo por el 1,02%, el judaísmo por el 0,25%, el islam por el 2,61%, el sijismo por el 1,28%, y cualquier otra religión por el 0,16%. El 14,51% no eran religiosos y el 8,09% no marcaron ninguna opción en el censo.
El 48,62% de los habitantes estaban solteros, el 36,67% casados, el 2,04% separados, el 6,46% divorciados y el 6,22% viudos. Había 3926 hogares con residentes, de los cuales el 24,73% estaban habitados por una sola persona, el 17,17% por padres solteros con o sin hijos dependientes, el 55,32% por parejas (45,9% casadas, 9,42% sin casar) con o sin hijos dependientes, y el 2,78% por múltiples personas. Además, había 73 hogares sin ocupar y 3 eran alojamientos vacacionales o segundas residencias.
La población económicamente activa se situó en 4670 habitantes, de los que un 90,04% tenían empleo, un 6,94% estaban desempleados, y un 3,02% eran estudiantes a tiempo completo.